# آسیاب آبی فتویه شماره ۱
آسیاب آبی فتویه شماره ۱  مربوط به دوره قاجاریه-پهلوی است و در روستای فتویه، بخش مرکزی، شهرستان بستک، استان هرمزگان واقع شده‌است. این اثر در تاریخ ۲۴ اسفند ۱۳۸۴ با شمارهٔ ثبت ۱۵۳۵۵ به‌عنوان یکی از آثار ملی ایران به ثبت رسیده‌است.